# أنطونيو أرياس
أنطونيو أرياس (بالإسبانية: Antonio Arias Mujica)‏ (9 أكتوبر 1944 بسانتياغو في تشيلي - ) هو مدرب كرة قدم ولاعب كرة قدم تشيلي في مركز الدفاع، شارك في كأس العالم 1974. وشارك مع منتخب تشيلي لكرة القدم. أما مع النوادي، فقد لعب مع يونيون إسبانيولا وديبورتيس ماجالانز.

## وصلات خارجية
- أنطونيو أرياس على موقع الاتحاد الدولي (مؤرشف)  (الإنجليزية)
- أنطونيو أرياس على موقع قاعدة بيانات كرة القدم.إي يو (الإنجليزية)
- أنطونيو أرياس على موقع ناشيونال فوتبول تيمز (الإنجليزية)
- أنطونيو أرياس على موقع عالم كرة القدم.نت (الإنجليزية)